# Hugh Cavendish, Baron Cavendish of Furness

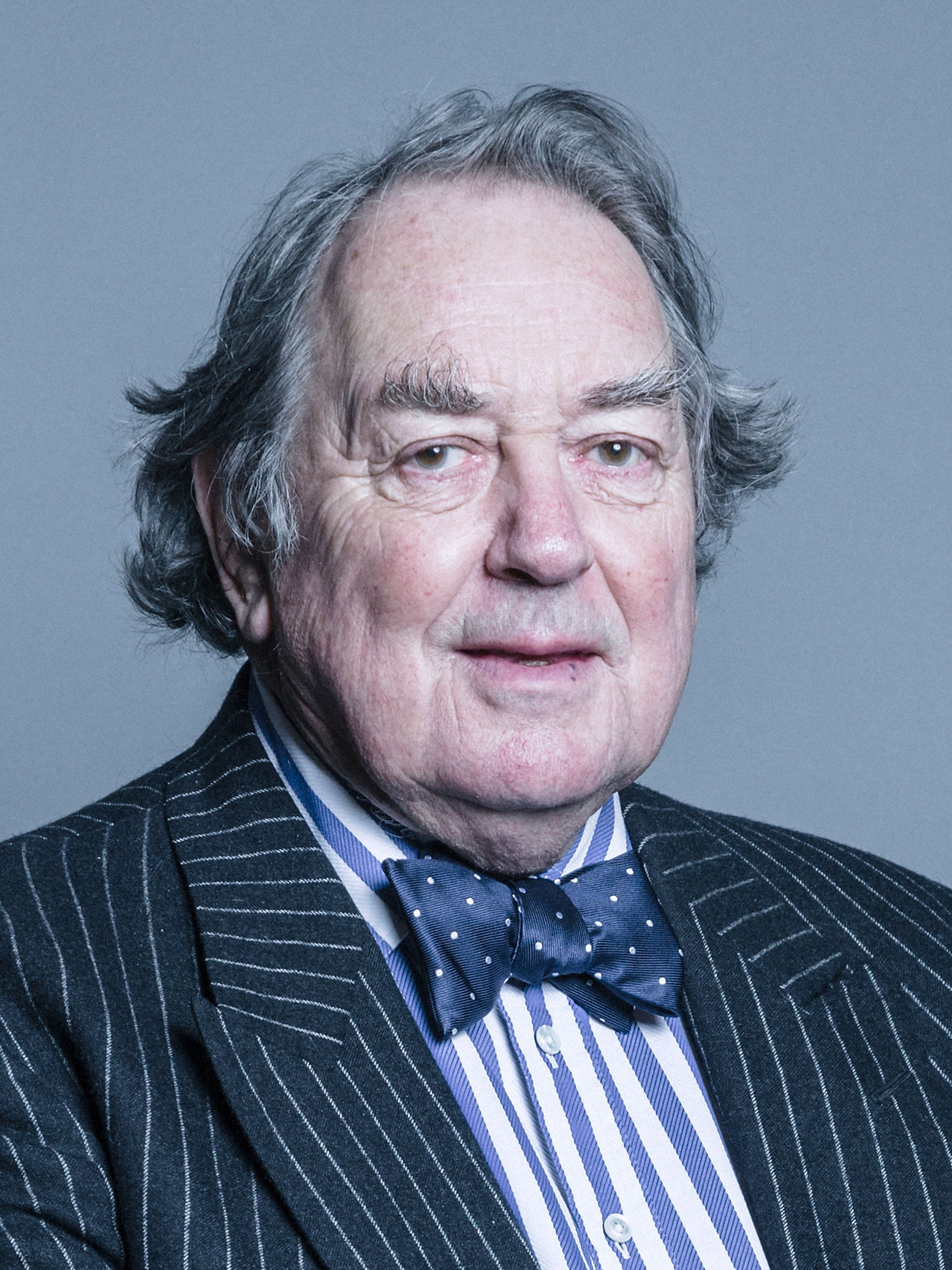
Hugh Cavendish, Baron Cavendish of Furness

Richard Hugh Cavendish, Baron Cavendish of Furness FRSA (* 2. November 1941) ist ein konservativer britischer Politiker und Großgrundbesitzer.

## Biografie
Hugh Cavendish besuchte das Eton College in Windsor und arbeitete von 1961 bis 1971 im Bankwesen. 1978 war er der High Sheriff von Cumbria. 1988 wurde er als Fellow in die Royal Society of Arts aufgenommen. Unter der Premierministerin Margaret Thatcher wurde er 1990 als Baron Cavendish of Furness, of Cartmel in the County of Cumbria, zum Life Peer erhoben. Von 1990 bis 1992 war er als Lord in Waiting der Chief Whip der Regierung im House of Lords.
Hugh Cavendish ist seit 1970 mit Grania Maria Caulfield verheiratet und hat drei Kinder.
Seit seinem Großvater, Lord Frederick Richard Cavendish, einem Sohn von William Cavendish, 7. Duke of Devonshire, lebt seine Familie in Holker Hall bei Cark-in-Cartmel, Cumbria. Hugh Cavendish steht an dritter Stelle in der Erbfolge auf den Titel Duke of Devonshire. Zum Familienbesitz gehört ausgedehnter Grundbesitz, zu dem unter anderem die Pferderennbahn des Cartmel Racecourse gehört. Hugh Cavendish ist zusammen mit seiner Frau Vorsitzender der Cartmel Steeplechases (Holker) Limited, die die Pferderennbahn betreibt. Ebenso ist er mit seiner Frau der Vorsitzende der Schieferproduktion von Burlington Slate, die ebenfalls ein Teil des Familienbesitzes ist.
Hugh Cavendish ist Präsident des South Cumbria Rivers Trust, einer gemeinnützigen Organisation, die sich um den Schutz der Flüsse im Süden Cumbrias bemüht.